# لين يون
لين يون (بالصينية: 林允) هي عارضة أزياء وممثلة صينية، ولدت في 16 أبريل 1996 في Huzhou ‏ في الصين.

## أعمال

### أفلام
- (2016) حورية البحر
- (2019) الوقوع في الحب من أول قبلة

## وصلات خارجية
- لين يون على موقع IMDb (الإنجليزية)
- لين يون على موقع قاعدة بيانات الفيلم (الإنجليزية)
- لين يون على موقع كينوبويسك (الروسية)